# Nationalpark Wasur
Der Nationalpark Wasur (Taman Nasional Wasur) ist ein Nationalpark auf der Insel Neuguinea. Er liegt in der indonesischen Provinz Papua Selatan. Der Park gehört zu den jüngsten Reservaten, die eingerichtet wurden, und grenzt unmittelbar an das Tonda-Reservat, mit dem zusammen er ein riesiges Schutzgebiet bildet. Im Zuge der Umsetzung der Ramsar-Konvention wurde er zum Ramsar-Gebiet.
Ungefähr 426.000 ha Sumpfland, Mangrovenwälder, Seen, Flüsse und offene Savannenflächen werden umfasst. Auf dieses Gelände verstreut, leben ungefähr 2500 Stammeszugehörige der Marind-anim und Kanum. Umsiedlungsversuche der Behörden scheiterten. Folgerichtig wurde ihnen auch das Recht der Jagd im Naturpark belassen. Für den Eigenverbrauch dürfen die Stämme auch Früchte sammeln.

## Flora & Fauna
Der Nationalpark misst 4138 km² und weist in der Tier- und Pflanzenwelt ebenso wie Papua-Neuguinea australoide Züge auf. So stößt man auf Termitenhügel, Akazien, Steppengras und Eukalyptus. Savannenlandschaft säumt den versumpften Rawa Biru (übersetzt: „blauer Moorsee“).
Beheimatet sind in diesem Gebiet insbesondere Wallabys (eine kleine Kängurugattung, die natürlicherweise auch in Australien vorkommt), Kasuare (eine Laufvogelart) sowie verschiedenste Paradiesvögel. Knapp 400 Vogelarten herrschen hier vor, einschließlich einer großen Anzahl aus Australien kommender Zugvögel, wie Watt- und Wasservögel. Um die 80 Säugetierarten sind im Park anzutreffen. Die meisten sind einheimisch, es gibt aber auch große Populationen von eingeführten Rothirschen. In den Sümpfen leben Krokodile. Hummer-, Krabben- und Fischfang an der Küste ist ergiebig.
Da Wilderei oft an der Tagesordnung steht, sind WWF- und ICBP-Repräsentanten und andere Organisationen seit Mitte der 1980er Jahre um Managementpläne zum Schutze des Wildlife-Reservates bemüht.

## Infrastruktur
Der Zugang zum Reservat wird durch zwei Hauptstraßensysteme ermöglicht. Einerseits führt die Küstenstraße, ausgehend von der Stadt Merauke, zum Park. Daneben streift ein 70 Kilometer langes Teilstück des Trans-Irian-Highways das Schutzgebiet. Ein Netzwerk von Buschlandstraßen ermöglicht während der Trockenzeit die Fahrt in das Parkgebiet.

## Umgebung
60 km westlich liegt mit Merauke die größte Stadt der Region.